# 1509 год в науке
В 1509 году произошли различные научные и технологические события, некоторые из которых представлены ниже.

## Публикации
- Лука Пачоли: «Божественная пропорция» (De divina proportione). с иллюстрациями Леонардо да Винчи. Книга посвящена золотому сечению как идеальной пропорции в природе и его применению в геометрии, изобразительном искусстве и архитектуре. Ясность стиля и превосходные рисунки Леонардо обеспечили книге феноменальный успех даже за пределами математического сообщества[1].

## Родились
См. также: Категория:Родившиеся в 1509 году'
- 10 февраля — Гвидо Гвиди, итальянский врач (умер в 1569 году).
- 7 ноября — Бернардино Телезио, итальянский учёный и философ, убеждённый противник Аристотеля и схоластики (умер в 1588 году).
- Гонсало Хименес де Кесада, испанский исследователь и конкистадор. (умер в 1579 году)
- Федерико Коммандино, итальянский математик и гуманист, переводчик античных трудов (умер в 1575 году).
- Конрад Хаас, австрийский инженер, создатель первой европейской ракеты (умер в 1576 году).

## Скончались
См. также: Категория:Умершие в 1509 году
- Хуан де ла Коса, участник экспедиции Колумба, владелец каракки «Санта-Мария» (род. около 1460 года),